# 클라라 맥밀렌
클라라 브레켄 맥밀렌(Clara Bracken McMillen, 1898년 10월 2일 - 1982년 4월 30일) 은 미국의 성과학자 및 연구원이였다. 알프레드 킨제이의 아내로, 별명은 맥이었다. 그녀는 "인간의 섹슈얼리티"에 관한 킨제이 보고서에 기여했다.

## 생애
인디애나주 블루밍턴에서 조세핀 (Josephine, née Bracken)과 윌리엄 링컨 맥밀렌(William Lincoln McMillen)의 외동딸로 태어났다. 클라라는 인디애나주의 브룩빌에서 자라면서 중산층의 성장을 즐겼다. 클라라의 아버지는 영어 교수였고, 어머니는 음악을 공부했지만 맥밀렌이 태어나자 그녀의 경력을 포기했다. 클라라는 자신의 부모를 '비활동적인 개신교'라고 표현했다. 그녀는 10대 때 수영을 포함한 스포츠에 뛰어났다. 포트웨인 공립 고등학교를 졸업한 이후 1924년, 클라라의 아버지는 폐렴으로 사망했다. 그 후, 그녀의 어머니는 6개월 후에 사망했다.
1917년, 그녀는 인디애나 대학에서 화학을 공부하기 위해 입학했고, 파이 베타 카파(Phi Beta Kappa), 시그마 사이(Sigma Xi)에 가입했으며, 다른 우등생들과 함께 졸업했다. 그녀는 또한 알프레드 킨제이와 결혼한 후 대학원에 다녔다.그녀는 그가 교수진에 합류하기 전 인디애나 대학을 방문했을 때 그를 처음 잠깐 만났고, 그들은 1920년 동물학과 소풍에서 다시 만났다. 이 커플은 1921년 6월 3일부터 1956년 알프레드가 사망할 때까지 혼인 관계를 유지했다. 킨제이는 양성애자였고 다성애자였다. 클라라와 킨제이는 그들의 친밀한 관계를 맺고 있었다. 클라라는 또한 다른 남자들과 잠자리를 가졌고, 킨제이는 그의 학생 클라이드 마틴을 포함한 다른 남자들과 잠자리를 가졌다. 수년에 걸쳐 그녀는 남편의 일과 유산을 지원하고 기여했다.
알프레드와 클라라는 총 4명의 자녀를 두었다: 도날드(Donald, 1922–1927), 안네(Anne, 1924–2016), 존(Joan, 1925–2009), 그리고 브루스(Bruce, 1928). 도널드는 5번째 생일을 앞두고 당뇨병을 앓던 도중 사망했다. 그의 남편 알프레드 킨제이는 1956년에 사망했다.

## 사망
클라라 킨제이는 1982년 4월 30일 세상을 떠났고, 인디애나주 블루밍턴에 남편 알프레드 킨제이과 함께 묻혔다.

## 대중매체에서
로라 리니는 2004년 영화 《킨제이》에서 클라라 맥밀렌 역을 맡아 아카데미 여우조연상 후보에 올랐다.